# Хмелёва (район Бардеёв)
Хмелёва (словац. Chmeľová) — село и одноимённая община в округе Бардеёв Прешовского края Словакии.

## История
Впервые упоминается в 1414 году. Населенное украинцами, но после Второй мировой войны, под угрозой переселения в СССР, абсолютное большинство крестьян переписалась на словаков и русинов.
В селе есть греко-католическая церковь св. Архангела Михаила, построенная в 1827 году в классицистическом стиле. Исторические источники упоминают деревянный протестантский костел, который до сих пор не сохранился.
В селе в прошлом произошло несколько фольклорных фестивалей «Маковицкая струна».

## Население
| Год:                | 1994 | 2004    | 2014    | 2024    |
| ------------------- | ---- | ------- | ------- | ------- |
| Количество человек: | 386  | 399     | 390     | 364     |
| Разница:            |      | +3,36 % | −2,25 % | −6,66 % |

Национальный состав населения (по данным последней переписи населения 2001 года):
- словаки — 40,99%
- русины — 40,99%
- украинцы — 17,28%

Состав населения по принадлежности к религии состоянию на 2001 год:
- греко-католики — 86,42%,
- римо-католики — 9,14%,
- православные — 2,72%,
- не считают себя верующими или не принадлежат к одной вышеупомянутой церкви - 1,23%